# Gazi-Stadion auf der Waldau
Le stade Gazi-Stadion auf der Waldau est un stade de football de la ville de Stuttgart, situé dans le quartier de Degerloch. Il se trouve à environ 200 m de la tour de télévision et peut contenir 11 544 spectateurs (dont 1 380 places assises et couvertes, et 5 094 places debout et couvertes). Ce stade est utilisé par les équipes de foot Stuttgarter Kickers (3. Liga) et VfB Stuttgart II (3. Liga, depuis 2008) ainsi que par l'équipe de football américain Scorpions de Stuttgart (Stuttgart Scorpions).

## Histoire

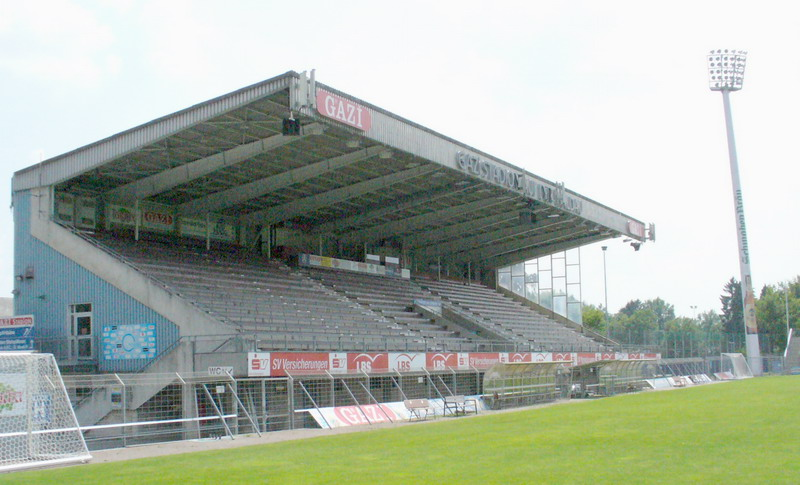
Tribune principale

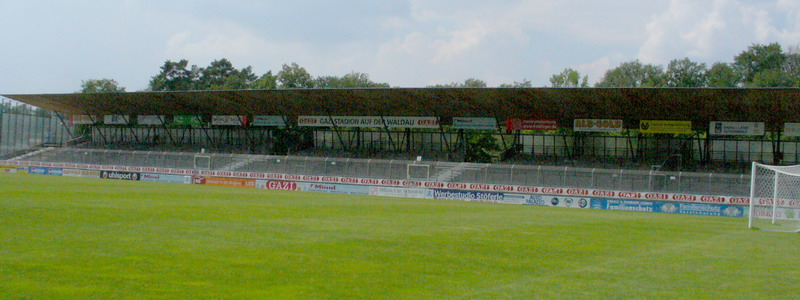
Tribune latérale

Jusqu'en 1975, le stade comportait toujours une tribune en bois, qui était inspirée de celle du club anglais Arsenal FC. Les exigences de la Fédération allemande de football (DFB) (en allemand, la Deutscher Fußball-Bund) en 1976 obligèrent le club à investir dans une nouvelle tribune, qui est d'ailleurs toujours utilisée. Après avoir été successivement appelé Kickers-Platz puis Kickers-Stadion, le stade fut officiellement baptisé Waldau-Stadion en 1987.
En juillet 2004, les droits sur le nom du stade ont été vendus pour 10 ans au sponsor principal Garmo AG, qui distribue son produit sous le nom de Gazi.
Le 17 juillet 2008, la ville de Stuttgart décide de rénover le stade pour un coût total de 5,4 millions d'euros, afin de remplir les conditions d'accueil et de sécurité exigées par la DFB pour une équipe de 3. Liga. La capacité serait de 12 000 places (2000 places assises couvertes et 10 000 places debout). Le début des travaux était prévu en janvier 2009 et la livraison pour juillet 2009.
En juillet 2004, le nom du stade a été vendu pendant dix ans au principal sponsor allemand Garmo AG, qui vend ses produits laitiers sous le nom de Gazi. En octobre 2012, le droit de dénomination a été prolongé de dix ans jusqu'en 2024.
Fin 2008, la ville décide de repousser ces travaux à une période indéterminée. La raison principale est la descente du club en Regionalliga Süd pour la saison 2009/2010.
L'ancienne tribune, qui a été construite en 1976, a été démolie le 19 mai 2014 et remplacée par un nouveau bâtiment en février 2015. La nouvelle tribune compte 2211 sièges et répond ainsi également aux exigences de la troisième division. En raison de l'altitude du stade, il y avait de fréquentes annulations de match avant la rénovation pendant les mois d'hiver, c'est pourquoi un chauffage souterrain a également été installé, ce que la DFB recommande, mais ne requiert qu'à partir de la 2ème Bundesliga.
En raison de défauts, le toit de la tribune latérale debout a été démoli en 2016 et remplacé par un nouveau fin 2018.

## Utilisations

### Football
Depuis 1905, année de construction du stade, l'équipe de foot des Stuttgarter Kickers joue au Stadion auf der Waldau. Aucune autre équipe allemande joue depuis aussi longtemps dans son stade.
Le stade accueille également les rencontres à domicile du VfB Stuttgart II.
En 2024, le stade est utilisé comme quand d'entraînement pour l'équipe de Suisse masculine dans le cadre de l'Euro 2024. La mauvaise qualité de la pelouse entraîne le déménagement de la Nati pour quelques jours entre le premier et le deuxième match de la phase de poules pour permettre le changement de la surface de jeu.

### Football américain
Les Scorpions de Stuttgart utilisent le stade depuis qu'ils sont montés en première division (GFL - 1. Liga) en 1995.
Le 6 octobre 2007, la finale du championnat de football américain (German Bowl) a lieu dans ce stade pour la première fois. Le match oppose l'équipe des Scorpions de Stuttgart à celle des Lions de Brunswick (Braunschweig Lions).

### Manifestations culturelles
En 2001, le festival annuel MTV HipHop Open y fut organisé avant d'être déplacé au Reitstadion de Stuttgart puis à Mannheim.